# Giang hồ thập ác
Tuyệt Đại Song Kiêu (Trung văn phồn thể: 絕代雙嬌) hay còn được gọi là Giang Hồ Thập Ác là một tác phẩm võ hiệp được viết bởi nhà văn Cổ Long vào năm 1967. Tác phẩm được viết trong những năm thăng hoa nhất của Cổ Long (1965-1979) đưa ông lên ngang hàng với Kim Dung là trở thành 2 cây đại thụ lớn trong làng tiểu thuyết võ hiệp. Bộ truyện kể về sự phiêu lưu của Tiểu Ngư Nhi giữa giang hồ và sự tranh đấu nội tâm mỗi nhân vật giữa chính và tà, giữa thiện và ác.

## Hồi
Bộ truyện gồm 2 phần mỗi phần có một tên gọi riêng gồm tổng cộng 128 hồi tất cả
Hồi 01 đến hồi 66: Giang Hồ Thập Ác
Hồi 67 đến hồi 128: Tuyệt Đại Song Hùng

## Tóm tắt nội dung
Giang Phong - kiếm sĩ đẹp trai đa tình - là bạn thân của Yến Nam Thiên, tay kiếm sĩ vô địch thiên hạ. Giang Phong yêu Nguyệt Nô thị nữ của Di Hoa cung và lấy nàng làm vợ nhưng mối tình của chàng lại vấp phải sự ngăn cản của nhị vị cung chủ Yêu Nguyệt và Lân Tinh. Cả hai vị cung chủ đều yêu chàng mà tính tình họ lại cổ quái khiến Giang Phong không thể yêu được. Họ vui giận thất thường, tính tình lại hung ác, bạo tàn, nhưng võ công họ lại cực kì cao, thế nên vợ chồng Giang Phong đành trốn đi vì sợ họ trả thù. Trên đường đi vợ chồng Giang Phong gặp phải hai người trong Thập Nhị Quái Kiệt (mười hai nhân vật giang hồ tà đạo lấy biệt hiệu theo mười hai con giáp Trung Hoa) là Hắc Diệu Quân và Hồng y Kê Quan. Chúng toan cướp tài vật, nhưng nhờ nhanh trí Nguyệt Nô đã dùng mưu lừa được chúng phải bỏ chạy. Vì phải dùng sức nên Nguyệt Nô bị động thai, chẳng mấy chốc sau đã sinh hạ hai hài nhi. Sau đó nhờ nhị vị Di Hoa cung chỉ điểm chúng lại quay lại tấn công vợ chồng Giang Phong. Lúc này Giang Phong chỉ chống đỡ cầm chừng và nhanh chóng yếu thế. Hai vị cung chủ Di Hoa cung đứng ngoài quan sát cho đến khi vợ chồng Giang Phong chỉ còn thoi thóp và bọn Thập Nhị Quái Kiệt toan giết hai hài nhi họ mới xuất hiện và lập tức giết chết lập tức Hồng y Kê Quan và Hắc Diệu Quân. Hai vị cung chủ đều yêu Giang Phong rất nhiều mà tình cảm lại không được đáp lại nên muốn tự tay giết chết cặp vợ chồng này.
Nhưng hai vợ chồng Giang Phong nhanh chóng qua đời bên nhau vì bị thuơng nặng, hai đứa con song sinh. Yêu Nguyệt cung chủ muốn giết cả hai ngay nhưng Lân Tinh cung chủ không nỡ xuống tay với trẻ sơ sinh nên thuyết phục Yêu Nguyệt làm theo một độc kế khác. Một đứa thì cả hai dắt về Di Hoa cung nuôi dưỡng, một đứa thì để lại đây cho Yến Nam Thiên, bằng hữu chí thân của Giang Phong, đến nhận và nuôi dưỡng báo thù. Đến khi lớn, một đứa sẽ hết sức bảo vệ Di Hoa cung còn một đứa sẽ tìm mọi cách để báo thù, họ sẽ để cho huynh đệ chúng tương tàn và khi có đứa chết họ sẽ tiết lộ bí mật này ra khiến cho đứa còn sống cũng sống không bằng chết.
Yến Nam Thiên sau khi ước hẹn Giang Phong, ông đi ngay sau khi Giang Cầm – thư đồng của Giang Phong - tới dẫn đường. Trên đường đi, ông gặp Trầm Khinh Hồng - Tổng tiêu đầu tiêu cục Oai Viễn. Hắn muốn mượn Yến Nam Thiên theo để hộ tống bảo tiêu do hắn đã bị đám Thập Nhị Quái Kiệt gửi thư đe dọa cướp tiêu, nhưng Yến Nam Thiên từ chối thẳng thừng vì muốn đi ngay để cứu Giang Phong. Khi ông đến nơi thấy thảm cảnh vợ chồng Giang Phong pha lẫn tiếng khóc trẻ thơ, lòng ông sôi sục muốn tìm trả thù. Ông chạy đi một lúc thì gặp bọn Trầm Khinh Hồng và hai người trong đám Thập Nhị Quái Kiệt đang đánh nhau là Hắc Cẩu Tinh và Kim Hầu Tinh. Yến Nam Thiên giết chết Hắc Cẩu Tinh. Kim Hầu Tinh thấy không thoát nổi nên muốn đánh lừa Yến Nam Thiên chết theo, hắn nói chính Giang Cầm đã hiệp lực với bọn chúng lừa Giang Phong chết thảm để lấy tiền bạc và hiện nay hắn đã trốn vào Ác Nhân cốc. Ác Nhân cốc là nơi hội tụ của những kẻ bạo tàn, tay nhuộm máu hồng bị đưa ra khỏi rìa xã hội. Bọn chúng đi riêng lẻ tất bị mọi người trong giang hồ tìm cách tru diệt, nhưng nay tập trung lại một chỗ thì chẳng kẻ nào dám bén mảng tới. Yến Nam Thiên lúc đó tha chết cho Kim Hầu Tinh nhưng lại móc mắt hắn. Yến Nam Thiên nhanh chóng đem xác vợ chồng Giang Phong lẫn đứa bé vào Ác Nhân cốc để báo thù.
Yến Nam Thiên vào cốc, bọn trong Ác Nhân cốc tuy bạo tàn nhưng phải sợ ông. Chúng không thắng lại ông về sức nhưng dùng mưu đánh ngã được Yến Nam Thiên và hành hạ ông đến tàn phế. Lúc chúng định giết ông thì Vạn Xuân Lưu xin giữ ông lại dùng để làm nghiên cứu chế thuốc chữa bệnh, lúc này Yến Nam Thiên không còn biết gì cũng như không cử động được nữa. Vạn Xuân Lưu thực chất đã cải tà quy chính và một lòng muốn cứu chữa cho Yến Nam Thiên. Lúc này bọn ác nhân trong cốc gồm Đỗ Sát, Cáp Cáp Nhi, Lý Đại Chủy, Đỗ Kiều Kiều, và Âm Cửu U nhìn thấy hài nhi bèn nảy ra ý định nuôi dưỡng nó để sau này nó sẽ trở thành một tay đại hung ác, đại bại hoại. Họ muốn khắc sâu vào tờ giấy trắng đó, muốn đảo ngược định nghĩa về thiện – ác, chính – tà. Đứa bé đó được đặt tên là Tiểu Ngư Nhi (tên thật là Giang Linh Ngư).
Tiểu Ngư Nhi lớn lên với vòng tay của sáu người Đỗ Sát, Cáp Cáp Nhi, Lý Đại Chủy, Đỗ Kiều Kiều, Âm Cửu U và Vạn Xuân Lưu. Cứ mỗi tháng, Ngư Nhi ở với một người xoay vòng như vậy. Họ dạy chàng võ công, cách lừa người, cách cười… Trong thời gian ở với Vạn Xuân Lưu, lão đã nói Ngư Nhi người lão giấu ở đây là Yến bá bá của chàng và dần dần chỉnh chàng về nẻo thiện . Nhờ thế nên mặc dù ở trong Ác Nhân cốc, Tiểu Ngư Nhi vẫn có một cái tâm thiện. Chàng quấy phá bọn trong Ác Nhân cốc hết sức để họ tìm cớ đuổi chàng. Cuối cùng chịu không nổi, bọn Đỗ Sát phải để chàng ra đi với mục đích vừa tống khứ được một gánh nặng vừa cho giang hồ một phen đại loạn.
Tiểu Ngư Nhi đi một lúc thì gặp lều của người Tây Tạng. Ở đây chàng gặp được Thiết Tâm Nam (tên thật là Thiết Tâm Lan), một cô nàng giả trai đang trốn tránh sự truy đuổi của bọn muốn cướp bản đồ kho báu mà cha nàng giao cho nàng giữ. Lũ cướp chạy đuổi từ Quan Nội tới tận nơi đây, sau khi khống chế được Thiết Tâm Lan thì chúng lại bị Tiểu Tiên Nữ Trương Thanh đánh chết,  nhưng Trương Thanh lại muốn cướp bản đồ của Tâm Lan. Tiểu Ngư Nhi nghĩ ra mưu kế đuổi Trương Thanh phải chạy đi và cứu được Thiết Tâm Lan. Thời gian ở chung với chàng Thiết Tâm Lan càng yêu chàng hơn và nàng biết chàng không phải kẻ xấu. Trong lần chạy trốn tiếp theo, họ gặp Hắc Tri Thù. Hắn muốn kết bạn với Tiểu Ngư Nhi nên đã cảnh báo cho chàng biết nguy hiểm sắp tới: Bích Xà Thần Quân, một người trong Thập Nhị Quái Kiệt, đang mưu toan ám toán chàng để đoạt bản đồ. Lúc này họ tình cờ gặp Mộ Dung Cửu, nhờ kế khích tướng của Tiểu Ngư Nhi mà chàng được nàng cứu thoát khỏi Bích Xà Thần Quân và Tiểu Tiên Nữ cũng như đồng ý chữa thuơng cho chàng. Tiểu Tiên Nữ là bạn của Mộ Dung Cửu nên phải chờ Tiểu Ngư Nhi bước chân ra ngoài Mộ Dung sơn trang. Mộ Dung Cửu dẫn chàng tham quan một vòng sơn trang xuống tòa thạch thất, rồi nhốt chàng ở ngoài còn mình thì vô phòng luyện công. Không ngờ Tiểu Ngư Nhi lại có tính tò mò và khả năng phá khóa nên hắn dễ dàng lẻn vào. Chàng uống hết thuốc quý của Mộ Dung Cửu, lại bước vào thạch thất đúng lúc thấy Mộ Dung Cửu đang khỏa thân để luyện công. Chàng nhìn các đồ hình thấy môn võ thuật tà đạo luyện người đang sống thành đá nên quyết đốt bỏ. Mộ Dung Cửu lúc đó lại không thể cử động được nên đành mặc chàng tác quái. Sau đó, Tiểu Ngư Nhi bỏ đi, tình cờ gặp Tiểu Tiên Nữ và sau đó là Mộ Dung Cửu. Chàng lại dùng mưu khích hai nàng cãi nhau và chạy về thạch thất. Lúc này mọi người đi tìm chàng, riêng có Mộ Dung Cửu biết chàng ở trong đó nên đã đổ chì nóng vào ổ khóa hòng nhốt chết chàng ở đó.
Một thời gian sau, Huỳnh Ngưu và Bạch Dương (là người trong Thập Nhị Quái Kiệt) đốt cháy gian nhà  và mở được cánh cửa được mở ra. Tiểu Linh Ngư lừa chúng rằng mình là huynh đệ kết nghĩa của Lý Đại Chủy và sẽ dẫn chúng đi tìm kho báu nên chúng đối với chàng rất hậu. Khi đến chân núi Nga My, chúng trở mặt, nói rằng chúng cố tình để chàng lừa để dẫn tới kho tàng. Chúng toan thủ tiêu chàng thì một lần nữa cơ trí của Tiểu Linh Ngư đã đánh gục chúng, nhưng chàng hạ xong chúng thì Bích Xà Thần Quân lại xuất hiện, thả rắn độc lên người chàng, và ép chàng theo hắn tìm kho báu. Trên đường vào hang chàng đã dùng mưu giết được Bích Xà Thần Quân nhưng vẫn chưa gỡ được những con rắn bám trên người ra. Tiểu Linh Ngư nhân đó lấy làm trang sức để dọa bọn người võ lâm khác cũng vào tìm kho báu. Khi vào đến trong rồi, cả bọn nhận ra rằng đây là phần mộ của các vị chưởng môn phái Nga My. Lúc này Thần Tích đạo trưởng, chưởng môn phái Nga My, xuất hiện, quần hào bị vây giữa. Hai bên đều muốn huyết chiến một bên muốn thoát ,còn một bên muốn bảo toàn danh dự. Lúc này Thiết Tâm Lan chợt xuất hiện và cứu Tiểu Ngư Nhi, đi cùng nàng còn có người của Di Hoa cung đánh bạt hết quần hùng và tính bật nắp quan tài xem có tài vật không. Một người chợt xuất hiện, dùng chiêu Di Hoa Tiếp Ngọc (võ công trấn phái của Di Hoa cung) đoạt kiếm Thần Tích đạo trưởng. Quần hùng đều sững sờ và không ai dám động thủ nữa. Người đó là Hoa Vô Khuyết, đệ tử của Di Hoa cung và một mỹ nam hiếm có đương thời. Chàng khuyên bảo mọi người đã trúng kế của kẻ địch muốn dụ những người ở đây tàn sát chứ không có kho báu gì.
Sau đó Tiểu Ngư Nhi liền cùng Thiết Tâm Lan chạy đi. Đến sẩm tối, đang ngồi nghỉ thì gặp bọn Mộ Dung Cửu, Ngư Nhi nghĩ ra kế dọa ma. Mộ Dung Cửu bị dọa sợ quá mà trở nên loạn trí,, còn Tiểu Tiên Nữ thì chạy thục mạng vì sợ rắn. Chàng toan giết Mộ Dung Cửu để trừ hậu họa thì Hoa Vô Khuyết xuất hiện ngăn cản. Sau khi biết tên chàng là Tiểu Ngư Nhi thì Hoa Vô Khuyết quyết giết vì đây là mệnh lệnh của gia sư. Tiểu Ngư Nhi toan liều chết thì liền bị ngất xỉu do trúng độc của rắn cắn. Hoa Vô Khuyết đưa về chữa trị vì muốn tự tay giết chết chàng. Tiểu Ngư Nhi đã nhanh trí giấu dao vào tay và dọa tự sát khiến Hoa Vô Khuyết lúng túng không biết xử sự sao còn Tiểu Ngư Nhi lùi dần đến miệng vực thẳm rồi té. Thiết Tâm Lan định lao xuống vực nguyện chết theo chàng, nhưng Hoa Vô Khuyết đã đề phòng và kịp cứu nàng. Tất cả đều nghĩ chàng đã chết nên đành bỏ đi.
Nhưng Tiểu Ngư Nhi không chết mà bám được vào dây leo trên vách đá. Một đàn khỉ gần đó kéo tới khiến chàng vuột tay và rơi xuống vực nhưng được Trầm Khinh Hồng và Hiến Quả Thần Quân cứu. Trước kia Trầm Khinh Hồng muốn đoạt lại số hàng bảo tiêu đã mất nên mắc mưu Hiến Quả Thần Quân, nhưng trước khi rớt xuống vực ông cũng kịp kéo theo hắn ta. Tiểu Ngư Nhi liền nghĩ ra cách lợi dụng chỗ bạc bảo tiêu được cất giấu ở đây và đàn khỉ để thoát thân. Chàng ném vàng bạc vào lũ khỉ để chúng mang ra ngoài, tất có kẻ động lòng tham đến tìm kho báu và đến cứu. Chỉ một thời gian ngắn, giang hồ lại dậy sóng vì chuyện này. Cuối cùng có một thiếu phụ đến cứu họ, nhưng nàng gài mưu khiến cả hai người Trầm Khinh Hồng và Hiến Quả Thần Quân đều phải bỏ mạng. Lúc này thiếu phụ kia cũng đang bị truy đuổi nên không còn đường thoát, bèn cùng Tiểu Ngư Nhi nhảy xuống vực tự sát.
Thiếu phụ kia chính là Tiêu Mễ Mễ trong nhóm Thập Đại Ác Nhân, nàng muốn giữ chàng ở lại làm hoàng hậu. Tiểu Ngư Nhi mong muốn thoát ra và tình cờ phát hiện âm mưu bỏ trốn của Giang Ngọc Lang, một thiếu niên nham hiểm cũng bị bắt giam giống chàng. Hắn kiên nhẫn đào hầm phân suốt một năm trời, chờ thời cơ để bỏ trốn nhưng không may gặp Tiểu Ngư Nhi nên đành phải cho chàng theo. Tiêu Mễ Mễ sau khi lục soát đã phát hiện chỗ nấp của hai người do sơ suất của Tiểu Ngư Nhi và quyết định nhốt chết cả hai ở dưới hầm phân. Tình cờ nhờ chỗ rượu bị đổ, Tiểu Ngư Nhi phát hiện ra một tòa nhà bát giác phía dưới có 8 bức vách.
- Bức vách bằng vàng chứa một lượng kho báu khổng lồ.
- Bức vách bằng đá là một ngôi mộ tập thể.
- Bức vách bằng đồng là kho vũ khí với rất nhiều vũ khí hiếm và quý cùng vô số ám khí.
- Bức vách bằng sắt là phòng luyện công với 2 bộ xương người ôm cứng nhau và một pho bí kíp võ công do những cao thủ xưa kia tổng hợp mà thành.
- Bức vách bằng kẽm là phòng chứa toàn độc dược.
- Bức vách bằng bạc là một căn phòng lộng lẫy hơn cả cung vua.

Giang Ngọc Lang giở trăm mưu ngàn kế để hại Tiểu Ngư Nhi nhưng đều bị chàng hóa giải và tha chết. Ở trong căn phòng bằng bạc, chàng đã phát hiện ra bí mật nơi đây. Tòa cung điện này tên là Địa Linh cung, và chủ nhân của nó là Âu Dương Đình, một nhân vật võ lâm có sản nghiệp to lớn cùng tham vọng độc bá giang hồ. Hắn đã tụ hội các cao thủ lại đây và cùng nghiên cứu sáng tạo pho võ công độc nhất vô nhị khiến tên tuổi của y sẽ lưu truyền mãi mãi. Khi đại công cáo thành, hắn dùng mưu giết hết các cao thủ kia, nhưng cuối cùng lại bị người vợ hắn thương yêu ám sát. Vợ hắn vì cả nhà bị Âu Dương Đình giết nên nàng cưới hắn để đợi cơ hội trả thù. Trong thời gian sống chung với Âu Dương Đình, nàng dần có tình cảm với hắn ta nên khi hạ độc nàng cũng tuẫn tiết theo chồng.
Tiêu Mê Mê biết cả hai chưa chết nên bí mật theo hai người xuống đây. Nàng xích cả hai lại bằng xích Tình Tỏa. Tiểu Ngư Nhi thấy còn một bức tường nữa bằng đất nên đã mở nó, khiến nước chảy ào ào vào cả tòa cung điện. Tiểu Ngư Nhi khống chế được Tiêu Mê Mê rồi liền mở bức vách bằng gỗ, tìm được lối thoát. Tiêu Mê Mê chết đuối trong cung điện.
Lên đến nơi thì Tiểu Ngư Nhi lại gặp Ác Đổ Quỷ Hiên Viên Tam Quang đang cược với Thần Tích đạo trưởng. Chàng liền dùng cơ trí của mình vào để cứu Thần Tích đạo trưởng và cả môn phái Nga My, đồng thời kết luôn giao tình với Hiên Viên Tam Quang. Sau đó cả Tiểu Ngư Nhi và Giang Ngọc Lang lại tiếp tục đi. Trên đường Giang Ngọc Lang tìm nhiều cách hãm hại Tiểu Ngư Nhi nhưng đều vô hiệu nên hắn đành dẫn chàng tới gặp cha hắn là Giang Nam đại hiệp Giang Biệt Hạc để tìm cách mở khóa. Tại đây, Tiểu Ngư Nhi sau khi tự mở khóa đã khám phá ra Giang Nam đại hiệp thực ra là một tay đại gian ác. Hắn sao chép nhiều bản đồ kho báu giả tung ra giang hồ (chính là bức bản đồ kho báu của Thiết Tân Nam) nhằm tạo xung đột. Tiểu Ngư Nhi sau đó trúng mưu Giang Biệt Hạc, bị lão khống chế và bắt làm thế thân vì lão biết hôm ấy có kẻ sẽ đến ám sát lão ta. Nhưng sát thủ lại là Thiết Tâm Lan, nàng muốn giết Giang Biệt Hạc vì nghi ngờ là hắn hãm hại cha nàng. Đi cùng nàng còn có Hoa Vô Khuyết, thấy Tiểu Ngư Nhi thì kiên quyết giết chàng. Thiết Tâm Lan liều mạng để ngăn cản. Tiểu Ngư Nhi chạy thoát nhưng tâm tư chàng bị kích động mạnh khi một người con gái phải hi sinh để cứu mình, còn mình chẳng làm được gì cho nàng. Từ đó Tiểu Ngư Nhi chuyển biến suy nghĩ, chuyên tâm luyện công theo bí kíp tìm thấy ở Địa Linh cung suốt vài năm trời. Chàng ẩn mình tại gánh hát, làm đầu bếp tại tiệm cơm và sau cùng là phân loại thuốc tại Đoàn gia. Lúc này, chàng cũng biết Giang Ngọc Lang võ công hiện cũng ngang ngửa chàng.
Triệu Hương Linh và Đoàn Hiệp Phi là hai thương nhân lớn nhất nơi trấn này. Từ khi họ Đoàn tới làm ăn ở đây thì họ Triệu dần sa sút và trở nên cay cú với họ Đoàn. Sau đó họ Đoàn bị mất số bạc bảo tiêu rất lớn, tuy Giang Ngọc Lang giúp tìm lại được, nhưng sau đó bạc lại bị cướp, đồng thời cả tiêu cục đều bị giết sạch. Cùng lúc đó, nhiều vị thuốc trong vùng đều bị mua hết, mà Thiết Tâm Lan, lúc này vẫn đi cùng Hoa Vô Khuyết, lại bị hạ độc và cần các vị thuốc này. Cả hai việc đều bị đổ cho Triệu Hương Linh. Họ Triệu mới cho mời hai anh em La Tam, La Cửu và Thiết Vô Song tới giúp đỡ. Nhưng thực ra là anh em họ La kia là kẻ hám lợi nên đã ngầm bắt tay với Giang Biệt Hạc đổ vấy tội cho Thiết Vô Song và Triệu Hương Linh. Lúc này Tiểu Ngư Nhi xuất hiện cứu họ Triệu và Thiết Vô Song, nhưng Thiết Vô Song lại bị Giang Biệt Hạc dùng kế hãm hại chết. Sau đó, Giang Biệt Hạc liền khích Hoa Vô Khuyết tấn công Tiểu Ngư Nhi. Đột nhiên, La Cửu nhân lúc hỗn loạn cứu Tiểu Ngư Nhi đi vì muốn chàng chung sức với hắn hạ Giang Biệt Hạc để anh em hắn thủ lợi. Tại nhà anh em La Tam, chàng gặp Mộ Dung Cửu nàng bị bắt đến đây, đồng thời chàng cũng phát hiện Hắc Tri Thù bí mật đi theo bảo vệ cho nàng.
Chàng đụng độ với Bạch Khai Tâm, một nhân vật khác trong Thập Đại Ác Nhân, và dùng mưu kế bắt hắn và Hắc Tri Thù làm đồng đội mình. Chàng nhờ Hắc Tri Thù mang thư có thủ bút của Mộ Dung Cửu đến gia đình Mộ Dung, đòi tống tiền tám mươi vạn lượng bạc. Sau đó chàng đóng giả làm Lý Đại Chùy, trực tiếp trao thư cho Giang Biệt Hạc nói muốn gặp lại con trai và số bạc bảo tiêu thì đến gặp tại ngôi lương đình. Đồng thời, chàng cũng kêu Bạch Khai Tâm đưa thư nói Mộ Dung Cửu đang ở phòng Giang Biệt Hạc tới người nhà của cô, rồi nhờ Đoàn Tam Cô giấu Mộ Dung Cửu trong phòng Giang Biệt Hạc nhằm đổ vạ cho hắn. Tuy nhiên, Đoàn Tam Cô ghen với Mộ Dung Cửu nên đuổi cô đi.
Giang Biệt Hạc tới chỗ hẹn thì bị người nhà Mộ Dung, đang hoá trang thành một đoàn đưa tang, tưởng là bọn bắt cóc và xuất thủ. Nhưng hắn đã có chuẩn bị mai phục trước, làm bọn Mộ Dung lâm vào thế bí. Tiểu Ngư Nhi giúp phá trận thế của Giang Biệt Hạc, nhưng thêm người nhà Mộ Dung Cửu kéo đến, nói rằng không tìm thấy cô tại phòng Giang Biệt Hạc. Lúc này Giang Biệt Hạc đã phát hiện ra chỗ nấp của Tiểu Ngư Nhi và định ra tay thì chợt Mộ Dung Cửu xuất hiện, nói rằng người hãm hại nàng là Giang Biệt Hạc và giúp chàng thoát nạn. Giang Biệt Hạc chạy thoát. Thực ra Mộ Dung Cửu chính là Đồ Kiều Kiều đã giả dạng để cứu chàng. Bà tiết lộ cho Tiểu Ngư Nhi biết là cả bọn đã xuất cốc được một thời gian để tìm lại số châu báu xưa kia mà nhóm Thập Đại Ác Nhân đã gửi lại nơi anh em Âu Dương (cũng là người trong Thập Đại Ác Nhân) trước khi vào cốc. Họ dặn hai anh em là một thời gian sau chuyển vào cốc, nhưng chúng chiếm luôn làm của riêng vì nghĩ chắc cả đời này bọn kia sẽ không ra khỏi cốc. Bà cũng nói thêm rằng Yến Nam Thiên đã được Vạn Xuân Lưu chữa khỏi và trở lại giang hồ nên bọn họ sợ quá phải trốn đi. Anh em Âu Dương đã thay đổi hình dáng xưa kia, chính là La Tam và La Cửu. Hai người sau đó bị bọn Đỗ Kiều Kiều lừa vào bẫy và phải chết thảm, nhưng trước khi chết họ cố tình lừa bọn Đỗ Kiều Kiều bằng cách nói dối vị trí kho báu.
Tâm tình Tiểu Ngư Nhi biến đổi rất nhiều từ khi nghe tin Yến Nam Thiên. Chàng quyết trở thành một trang nam tử hán nên không trốn tránh Hoa Vô Khuyết nữa mà trực tiếp đến gặp chàng và hẹn 3 tháng sau cùng tử chiến, nhưng mong muốn cả hai là bằng hữu hiện tại. Sau đó, Tiểu Ngư Nhi cứu Hoa Vô Khuyết khỏi chết dưới tay Yến Nam Thiên, còn Hoa Vô Khuyết sau đó không chịu giết Tiểu Linh Ngư trước thời hạn khi chàng bị Đồng tiên sinh, một nhân vật bí hiểm mà Di Hoa cung chủ căn dặn Hoa Vô Khuyết phải tuyệt đối nghe lời, ép buộc. Đồng tiên sinh từ lúc này đi theo bảo hộ cho Tiểu Ngư Nhi, tuy y nhiều phen bị Tiểu Ngư Nhi chọc tức nhưng vẫn không giết chàng vì muốn chàng sống khỏe mạnh để quyết đấu với Hoa Vô Khuyết.
Giang Biệt Hạc thấy cả Hoa Vô Khuyết và Yến Nam Thiên đều ủng hộ Tiểu Linh Ngư nên lập mưu giết hai người, nhưng bị phát giác. Tuy vậy, hắn vẫn khôn khéo lừa được Yến Nam Thiên tha cho hắn, dù ông phát hiện ra Giang Biệt Hạc chính là Giang Cầm xưa kia.
Đồng tiên sinh mang Tiểu Linh Ngư về Di Hoa cung. Ở đây chàng quen được Thiết Bình Cô, nàng đã vì muốn trốn thoát khỏi đây nên đã cùng chàng trốn đi vào lối đi bí mật trong núi. Lúc thoát ra thì cả hai gặp lại Hiên Viên Tam Quang đang đánh cược với Giang Ngọc Lang, hóa ra số bạc bảo tiêu đều được cất giấu ở đây. Giang Ngọc Lang ở đây giữ bạc, còn bắt được Mộ Dung Cửu. Giang Ngọc Lang đang định lừa Hiên Viên Tam Quang, nhưng Tiểu Ngư Nhi ra mặt vạch trần mưu kế của hắn. Lúc này, Hoa Vô Khuyết cũng xuất hiện. Giang Ngọc Lang bỏ trốn cùng với Mộ Dung Cửu, Thiết Bình Cô thấy Hoa Vô Khuyết cũng trốn đi. Trên đường đi, Giang Ngọc Lang dùng tiền và kế hèn để lừa cướp mất đời con gái của Thiết Bình Cô nên nàng đành phải theo hắn. Tình cờ Yến Nam Thiên gặp được Giang Ngọc Lang, ông thấy Mộ Dung Cửu bị thương nên dùng nội công để chữa trị. Nhân lúc ông không đề phòng Giang Ngọc Lang đã đánh một cú trí mạng khiến ông bị trọng thương. Hoa Vô Khuyết và Tiểu Linh Ngư tới nơi nhưng không cứu được ông. Họ cũng nhận ra rằng ông không phải Yến Nam Thiên mà là Nam Thiên đại hiệp Lỗ Trọng Đạt, bạn thân của Yến Nam Thiên. Yến Nam Thiên truyền võ công cho ông để ông gây chấn động giang hồ một phen, đồng thời dọa cho bọn Thập Đại Ác Nhân trong thời gian ông còn đang hồi phục võ công.
Khi Tiểu Ngư Nhi biết bọn Thập Đại Ác Nhân đến Quy Sơn, nơi ở của Ngụy Vô Nha (người đứng đầu trong Thập Nhị Quái Kiệt), chàng liền đi cứu họ. Hoa Vô Khuyết đi về Di Hoa cung để xin tha chết cho Tiểu Ngư Nhi thì gặp Thiết Tâm Lan, thế là cả hai liền cùng đi tìm Tiểu Ngư Nhi. Trên đường đi tình cảm, họ dành cho đối phương thay đổi liên tục. Hoa Vô Khuyết một lòng yêu nàng nhưng lại mong nàng đến với Tiểu Ngư Nhi để có được hạnh phúc, còn Thiết Tâm Lan thì không rõ tình cảm của mình đối với Tiểu Ngư Nhi và cả Hoa Vô Khuyết như thế nào. Tình cờ họ gặp Hắc Tri Thù đi cứu Mộ Dung Cửu bị Giang Ngọc Lang bắt nên quyết định giúp hắn ta, nhưng cả ba đều bị trúng mưu của Giang Ngọc Lang và vợ chồng Bạch Sơn Quân. Tuy vậy, Hắc Tri Thù, Mộ Dung Cửu, và Thiết Tâm Lan vẫn thoát được, còn Hoa Vô Khuyết bị trúng độc. Vợ chồng Bạch Sơn Quân giữ chàng sống với hi vọng moi được thông tin về bí kíp võ công Di Hoa cung. Chúng đưa chàng đến cho một người chữa bệnh tên là Tô Anh. Tô Anh tuy dò được bí kíp nhưng không chịu chia sẻ với bọn kia. Giang Ngọc Lang muốn dùng kế để nàng thất thân với hắn, nhưng bị Tô Anh lừa cho trúng độc. Lúc ấy ở chỗ Tô Anh còn có Tiểu Ngư Nhi đang chữa bệnh. Trước ấy Tiểu Ngư Nhi khiêu chiến với Ngụy Vô Nha và bị trọng thương, Tô Anh thấy chàng liền yêu nên đã tìm cách cứu chàng.
Tô Anh cùng Tiểu Ngư Nhi bị Ngụy Ma Y, đồ đệ của Ngụy Vô Nha bắt đi và ép tiết lộ bí kiếp võ công Di Hoa Tiếp Ngọc nhưng không thành. Đám Thập Đại Ác Nhân đến cứu Tiểu Ngư Nhi và bắt hắn đi. Vợ chồng họ Bạch nhân cơ hội Tô Anh bị bắt, liền vào nhà bắt Hoa Vô Khuyết và Giang Ngọc Lang mang đi. Bọn chúng đưa tất cả lên một căn nhà trên núi nơi đã hội ước sẵn với Hồ Dược Sư. Chúng muốn lừa Tiểu Ngư Nhi vào tròng và lấy chàng làm con tin ép Tô Anh phải nói ra bí kiếp võ công, nhưng chàng không những phá được mưu kế của chúng mà còn ép được chúng dẫn đến chỗ Hoa Vô Khuyết. Nhưng lúc này cả Hoa Vô Khuyết và Bạch Sơn Quân đều biến mất, chỉ còn Giang Ngọc Lang. Hắn ép Tiểu Ngư Nhi ăn Nữ Nhi Hồng, một chất kịch độc, thì mới chỉ chỗ gặp Hoa Vô Khuyết, nhưng sau đó lừa đẩy cả chàng và Hồ Dược Sư xuống động sâu. Đúng lúc đó, bọn Thập Đại Ác Nhân kéo đến và rủ Giang Ngọc Lang đi theo chúng. Về phần Tô Anh, cô bắt gặp Thiết Tâm Lan đang đi tìm Tiểu Linh Ngư, không muốn có người thứ ba nên lừa nàng đến chỗ Ngụy Vô Nha. Hoa Vô Khuyết sau khi thoát ra cũng được Tô Anh chỉ lên núi tìm Thiết Tâm Lan.
Tiểu Ngư Nhi té xuống động nhưng không chết vì dưới động có nước. Tại đây, chàng ở dưới đã nghe câu chuyện của bọn Thập Đại Ác Nhân, nhận ra rằng trước đây họ muốn lừa chàng vào đi gặp Ngụy Vô Nha để chết. Sau đó, Tô Anh tìm đén, nghĩ rằng Tiểu Linh Ngư đã chết nên nhảy xuống vực tự vẫn và được đoàn tụ với người yêu. Di Hoa cung chủ cũng tìm đến và định hành hạ Thiết Bình Cô vốn bị Giang Ngọc Lang bỏ rơi. Tiểu Ngư Nhi dùng mưu dụ họ ném Thiết Bình Cô xuống vực để cứu cô. Lúc này nước rút hang lộ một hang động, chàng cho cô và Hồ Dược Sư thoát ra theo lối đó, chỉ còn lại chàng và Tô Anh. Yêu Nguyệt đưa Hoa Vô Khuyết đến rồi cứu Tiểu Ngư Nhi và Tô Anh lên khỏi vực để cả hai quyết chiến. Thiết Tâm Lan cũng đến, khi đứng ở ngã ba đường nàng chợt nhận ra rằng mình yêu Hoa Vô Khuyết nhiều hơn, tình cảm với Tiểu Ngư Nhi đã dần nhạt phai.
Tiểu Ngư Nhi vờ trúng độc Nữ Nhi Hồng để trì hoãn cuộc chiến, nhị vị cung chủ đành hoãn lại và lên núi tìm Giang Ngọc Lang. Họ đi đến chỗ Nguỵ Vô Nha vì nghĩ rằng hắn ở đây, nhưng lúc đến thì chỉ thấy xác đệ tử Ngụy Vô Nha nằm la liệt, vào trong hang rồi thì chẳng còn ai cả. Thiết Tâm Lan không muốn thấy Hoa Vô Khuyết và Tiểu Ngư Nhi tương tàn nên bỏ chạy, Hoa Vô Khuyết đuổi theo cô, còn những người còn lại thì rơi vào bẫy của Ngụy Vô Nha, bị mắc nhốt trong hang động. Ngụy Vô Nha nói Yến Nam Thiên đã đến đây và bắt Giang Biệt Hạc đi, rồi lại dùng mưu kế lừa bọn Tiểu Ngư Nhi vào căn phòng nhỏ hơn nữa. Tại đây, Tiểu Ngư Nhi khám phá rằng Nguỵ Vô Nha từng cầu hôn Di Hoa cung chủ nhưng bị họ từ chối tàn nhẫn, về sau nhận nuôi Tô Anh để tạo tính tình giống như họ. Chàng khích tướng và dụ được Nguỵ Vô Nha cho rượu uống cầm hơi. Lân Tinh cung chủ cầm chắc cái chết nên như muốn phá bỏ mọi rào cản, uống nhiều đến say. Tiểu Ngư Nhi liền giả vờ thân mật với bà, làm Ngụy Vô Nha mất bình tĩnh chạy vào phòng. Khi biết mắc mưu Tiểu Ngư Nhi và Yêu Nguyệt, hắn tự vẫn ngay lập tức. Yêu Nguyệt thấy không thể thoát nên muốn giết Tiểu Ngư Nhi nhưng chàng liền lừa bà vào căn phòng lúc nãy và khóa lại. Nhờ có chàng lừa vào đó bà cảm thấy cầm chắc chết nên đã luyện thành được Minh Ngọc thần công, môn võ công mà ngày xưa bà không luyện được do bấn loạn vì Giang Phong. Suốt thời gian ở trong lòng núi, tình cảm giữa Tiểu Ngư Nhi và Tô Anh cũng đậm sâu hơn.
Hoa Vô Khuyết sau khi biết cả bọn Tiểu Ngư Nhi bị nhốt trong núi liền dùng sức mà phá núi. Bọn Thập Đại Ác Nhân tình cờ gặp chàng nên chúng bắt luôn chàng, trước đó chúng đã bắt được cả Thiết Tâm Lan và Bạch phu nhân. Bọn chúng biết kho tàng đang bị chôn cùng chỗ với Tiểu Ngư Nhi nên cũng tìm cách phá núi. Khi Lý Đại Chùy đi kiếm đồ phá núi thì biết Hiên Viên Tam Quang đang gầy cuộc đánh bạc cả bọn cùng xuống xem. Hiên Viên Tam Quang thua chị em nhà Mộ Dung nên Hắc Tri Thù, bằng hữu hắn mới quen, bị nhà Mộ Dung dắt về. Nguyên là từ hồi Hắc Tri Thù cứu Mộ Dung Cửu đem về thì mọi người rất mừng nhưng cũng kiếm cớ đuổi đi bằng cách hậu tạ năm ngàn lượng vàng. Tuy nhiên, Mộ Dung Cửu từ ngày y bỏ đi thần trí lại càng thêm trở nặng nên chị em Mộ Dung quyết tìm Hắc Tri Thù về để thành thân với Mộ Dung Cửu.
Hiên Viên Tam Quang sau đó cũng giải tán không chơi nữa cùng nhập bọn với bọn Thập Đại Ác Nhân lên phá núi, nhưng sau đó để lộ chuyện là bắt gặp được gia tài của bọn ác nhân và dùng nó để gầy sòng bạc. Bọn Thập Đại Ác Nhân nghe đến đây không muốn phá núi nữa, bèn nghĩ ra cách thử làm người tốt xem có vui không. Họ đem gán ghép Thiết Tâm Lan và Hoa Vô Khuyết, Bạch phu nhân và Bạch Khai Tâm . Họ muốn thành hôn cho hai cặp đôi này tại lễ vu quy của Hắc Tri Thù và Mộ Dung Cửu, nhưng lúc này lễ cưới đã xong. Lúc này, Cuồng Sư Thiết Chiến tới cùng mấy vị bằng hữu xuất hiện. Ông là cha của Thiết Tâm Lan và muốn gả chồng cho con gái, nhưng cô chưa quyết định nên tất cả mọi người trên thuyền cùng đi tìm Tiểu Ngư Nhi về rồi tính tiếp. Người nhà Mộ Dung vì biết tiếng Tiểu Ngư Nhi nên cũng đi cùng. Tiểu Tiên Nữ và bạn đồng hành là Cố Nhân Ngọc cảm nhận được rung động của nhau nên cũng quyết định thành hôn.
Bọn Hoa Vô Khuyết phá núi nửa ngày trời mới vào được hang, nhưng không thấy Tiểu Ngư Nhi đâu. Thật ra Tiểu Ngư Nhi đã tìm được lối ra bằng đường sông, tìm được thuyền cưới của người nhà Mộ Dung, và ăn uống điên cuồng. Yến Nam Thiên cùng lúc đó cũng đến nơi và quyết chiến một trận với Yêu Nguyệt. Yêu Nguyệt đã luyện thành Minh Ngọc thần công có thể hút bất cứ nội lực vào làm thành của mình, nhưng Yến Nam Thiên cũng luyện thành Giá Y thần công, nội lực vững như bàn thạch không bị suy chuyển bởi tác động bên ngoài. Hai người chưa phân thắng bại thì được Tiểu Ngư Nhi nhảy vào can thiệp.
Bọn Thập Đại Ác Nhân sợ Yến Nam Thiên kiếm nên lẩn đi trốn. Bạch Khai Tâm liền nghĩ kế ly gián giết hết chín người kia nhằm đổ hết tội khi xưa cho họ nhưng cuối cùng cũng bị giết chết. Lý Đại Chủy còn thoi thóp sống, được Tiểu Ngư Nhi tìm thấy và đem về khách điếm. Tại đây họ gặp Thiết Bình Cô và phát hiện ra cô là con của Lý Đại Chủy. Ông kể lại ngọn ngành quá khứ làm ai nấy đều bùi ngùi, lại thấy Hồ Dược Sư và Thiết Bình Cô có ân tình với nhau nên Lý Đại Chủy cũng yên lòng mà nhắm mắt. Cha con Giang Biệt Hạc thì trúng kế của Yến Nam Thiên nên bị hủy hết võ công, Tiểu Ngư Nhi thấy vậy cũng không muốn trả thù nữa mà xin Cố Nhân Ngọc cho họ làm chân quét vườn trong Cố sơn trang để ăn năn sám hối.
Cuối cùng thì trận tử chiến giữa Hoa Vô Khuyết và Tiểu Ngư Nhi cũng diễn ra. Yêu Nguyệt cung chủ thấy Lân Tinh cung chủ muốn tiết lộ sự việc nên nhẫn tâm giết em mình. Tiểu Ngư Nhi và Hoa Vô Khuyết đánh đến bảy tám trăm hiệp thì cố ý để bị Hoa Vô Khuyết đánh và giả chết (nhờ sử dụng độc dược của Vạn Xuân Lưu). Sau khi Yêu Nguyệt cung chủ tiết lộ hai người là anh em thì chàng mới hồi tỉnh. Ai nấy đều vui mừng, Yêu Nguyệt thì sững người chạy đi. Hai cặp đôi Tiểu Ngư Nhi - Tô Anh và Hoa Vô Khuyết - Thiết Tâm Lan lúc này cũng thật sự đến với nhau.

## Nhân vật

### Di Hoa cung
- Yêu Nguyệt: Đại cung chủ
- Liên Tinh: Nhị cung chủ
- Hoa Vô Khuyết: Thiếu cung chủ

### Thập Nhị Quái Kiệt
- Ngụy Vô Nha: Thử (chuột)
- Vân Lương: Trâu, thường gọi là Hoàng Ngưu
- Bạch Sơn Quân: Cọp
- Thiềm Cùng Lạc Diệp: Thố (thỏ), thường gọi là Hồ Dược Sư
- Tứ Linh Chi Thủ: Long (rồng), thường gọi là Long Bộc
- Bích Xà Thần Quân: Rắn
- Đạp Tuyết: Mã (ngựa), thường gọi là Mã phu nhân
- Sất Thạch: Dương (dê) thường gọi là Bạch Dương
- Hiến quả thần quân: Khỉ
- Hồng y Kê Quan: Kê (gà) thường gọi là Ty Thần Khách
- Nghinh Khách: Chó, thường gọi là Hắc Cẩu Quần
- Hắc Diệu Quân: heo

### Thập Đại Ác Nhân
- Huyết Thủ: Đỗ Sát
- Tiểu Lý Tàng Đao: Cáp Cáp Nhi
- Bất Ngật Nhân Đầu: Lý Đại Chủy
- Bất Nam Bất Nữ: Đỗ Kiều Kiều
- Bán Nhân Bán Quỷ:  Cửu U hồn ma nữ Đôn du quyển
- Mê Tử Nhân Bất Bồi Mạng: Tiêu Mễ Mễ
- Cuồng Sư Thiết Chiến
- Ác Đổ Quỷ: Hiên Viên Tam Quang
- Tổn Nhân Bất Lợi Kỷ: Bạch Khai Tâm
- Toán Mạng Chiếm Tiện Nghi: Âu Dương Cóc
- Ninh Tử Bất Ngật Nguy: Âu Dương Cách

## Chuyển thể

### Phim
- The Jade Faced Assassin 1971: Lily Ho Li-Li và Kao Yuen diễn chính, Yan Jun đạo diễn
- Tuyệt đại song kiêu 1979: Alexander Fu Sheng và Ng Wai-kwok diễn chính, Chor Yuen đạo diễn
- Tân tuyệt đại song kiêu 1992: Lưu Đức Hoa và Lâm Thanh Hà diễn chính, Tăng Chí Vĩ đạo diễn

### Truyền hình
- Tuyệt đại song kiêu 1977, TTV
- Song Hùng Kỳ Hiệp 1987
- Tuyệt đại song kiêu / 絕代雙驕 (1999) diễn viên: Lâm Chí Dĩnh, Tô Hữu Bằng
- Tuyệt thế song kiêu / Long hổ phá Thiên Môn / 绝世双骄 (2002), diễn viên: Lâm Chí Dĩnh, TAE
- Tiểu Ngư Nhi và Hoa Vô Khuyết 2005
- Tân tuyệt đại song kiêu 2020